# Sphinx eremitoides
Sphinx eremitoides is een vlinder uit de familie van de pijlstaarten (Sphingidae). De wetenschappelijke naam van de soort werd in 1874 gepubliceerd door Strecker.